# 3800 Karayusuf
A 3800 Karayusuf (ideiglenes jelöléssel 1984 AB) egy marsközeli kisbolygó. Eleanor F. Helin fedezte fel 1984. január 4-én.